# Bayane Dzeyyi
Bayane Dzeyyi est ministre de l'Habitat dans le gouvernement al-Maliki de mai 2006 en Irak. C'est l'une des quatre femmes de ce gouvernement.
Elle est kurde et membre de l'Union patriotique du Kurdistan (PUK).